# Gomphurus lynnae
Gomphurus lynnae är en trollsländeart som först beskrevs av Paulson 1983.  Gomphurus lynnae ingår i släktet Gomphurus och familjen flodtrollsländor. Inga underarter finns listade i Catalogue of Life.